# Joseph Ferdinand Maria von Salern

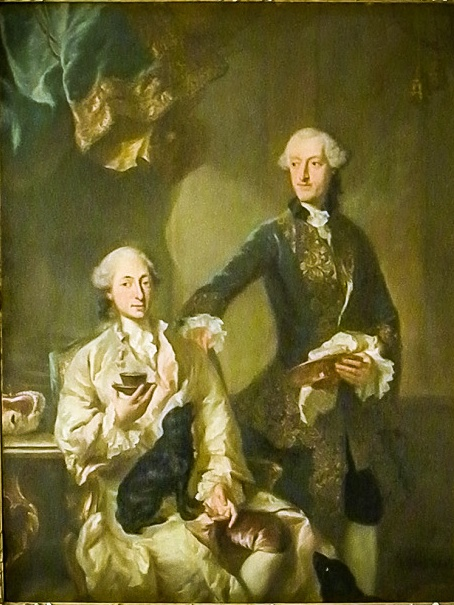
Joseph Ferdinand von Salern (rechts) und Kurfürst Max III. Joseph (links)

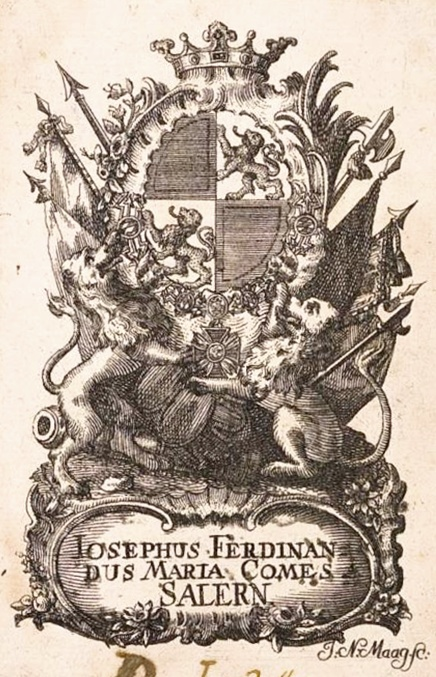
Wappen Joseph Ferdinand Marias mit der Collane des Michaelsordens

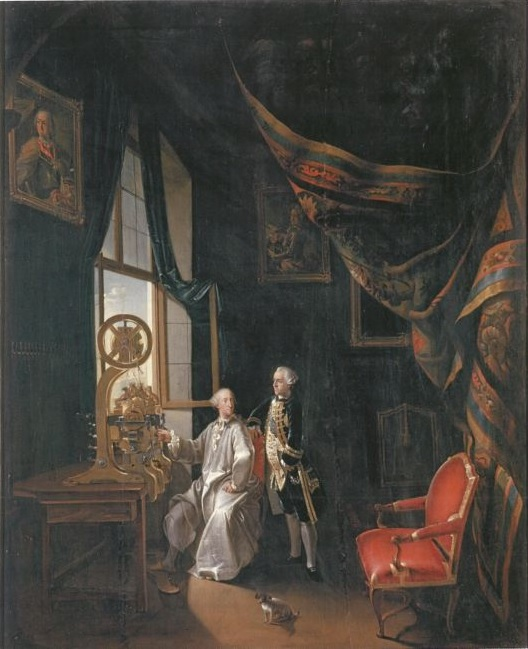
Doppelporträt Kurfürst Max III. Joseph von Bayern und Graf Joseph von Salern

Graf Joseph Ferdinand Maria von Salern (* 24. September 1718 in Berg bei Kling, Oberbayern; † 7. Dezember 1805 in München) war ein deutscher Militär und Generalintendant der Hofmusik.

## Leben
Graf Salern war der außereheliche Sohn von Prinz Ferdinand Maria Innozenz von Bayern (1699–1738) und Gräfin Marie Adelheid Fortunata von Spaur (1693–1781), Schwester des späteren bayerischen Hofbischofs Joseph Ferdinand Guidobald von Spaur (1705–1793). Er ist somit ein direkter Neffe von Kaiser Karl VII. und dessen Brüdern Clemens August, Kurfürst und Erzbischof von Köln, und Kardinal Johann Theodor von Bayern, Bischof von Freising, Regensburg und Lüttich.
Salern war Besitzer der Herrschaft Geltolfing bei Straubing; dort erinnert ein Grabstein an der südlichen Chorseite der Katholischen Pfarrkirche St. Petrus, bezeichnet mit „1811“, an ihn.
In den Koalitionskriegen war er General der Artillerie und ab 1804 Inhaber des 4. Linien-Infanterie-Regiments „Graf Salern“. Er war außerdem Generalfeldzeugmeister und Hofjägermeister. Als Generalintendant der Hofmusik war er Förderer Wolfgang Amadeus Mozarts. 1779 wurde er zum ordentlichen Mitglied der Bayerischen Akademie der Wissenschaften ernannt. Auf einem Gemälde wird er als Vertrauter seines Cousins, Kurfürst Max III. Joseph im Drechselkabinett dargestellt (Johann Jakob Dorner der Ältere, 1765).
In erster Ehe war er verheiratet mit Gräfin Maria Mechtildis Antonia Theresia Franziska von Toerring-Jettenbach (1734–1764). Aus dieser Verbindung ging der einzige Sohn hervor, Max von Salern († 1810); mit diesem starb die Familie im Mannesstamm aus.
Danach heiratete er Gräfin Maria Josepha Theresia Walburga von La Rosée (1746–1772), Tochter von Feldmarschallleutnant Johann Kaspar Basselet von La Rosée. Aus dieser Ehe gingen zwei Töchter hervor, die u. a. von Mozart Musikunterricht erhielten.